# Neno Dimov
Pour les articles homonymes, voir Dimov.
Neno Dimov (né le 20 septembre 1964 à Sofia, Bulgarie), est un homme politique et mathématicien bulgare.